# Rim El Benna
Pour les articles homonymes, voir Banna et Benna.
Ne doit pas être confondu avec Rim Banna.
Rim El Benna ou Reem El Banna (arabe : ريم البنا), née le 30 mai 1981 à Nabeul, est une actrice tunisienne.
Elle est en couverture du magazine people Tunivisions en juin 2012.

## Filmographie

### Cinéma

#### Longs métrages
- 2009 : Les Secrets de Raja Amari : Selma
- 2013 : Jeudi après-midi de Mohamed Damak[1]
- 2014 : Printemps tunisien de Raja Amari
- 2015 : Dicta shot de Mokhtar Ladjimi

#### Courts métrages
- 2010 : Adeem d'Adel Serhan
- 2011 : D'Amour et d'eau fraîche d'Inès Ben Othman[2]

### Télévision

#### Séries
- 2009 : Aqfas Bila Touyour (ar) d'Ezzeddine Harbaoui[1]
- 2010 : Min Ayam Mliha d'Abdelkader Jerbi[3],[1]
- 2017 : La Coiffeuse (ar) de Zied Litayem

#### Téléfilms
- 2005 : San Pietro (it) de Giulio Base, avec Omar Sharif
- 2010 : Who Framed Jesus de Marc Lewis

### Vidéos
- 2006 : spot publicitaire pour la marque d'huiles végétales tunisienne Nejma
- 2012 : apparition dans le clip Velours, chanson écrite et composée par Benjemy ; le clip est réalisé par Bedhiafi Rasha et Benjemy[4]

## Distinctions
- Miss Tunisie 2005[1]